# Sajuri Jamagučiová
Sajuri Jamagučiová (japonsky 山口 小百合, * 25. července 1966 Šizuoka) je bývalá japonská fotbalistka.

## Reprezentační kariéra
Za japonskou reprezentaci v letech 1981 až 1993 odehrála 29 reprezentačních utkání. Byla členkou japonské reprezentace i na Mistrovství světa ve fotbale žen 1991.

## Statistiky
| Japonsko | Japonsko | Japonsko |
| Roky     | Záp.     | Góly     |
| -------- | -------- | -------- |
| 1981     | 2        | 0        |
| 1982     | 0        | 0        |
| 1983     | 0        | 0        |
| 1984     | 3        | 0        |
| 1985     | 0        | 0        |
| 1986     | 13       | 0        |
| 1987     | 0        | 0        |
| 1988     | 0        | 0        |
| 1989     | 0        | 0        |
| 1990     | 1        | 0        |
| 1991     | 9        | 1        |
| 1992     | 0        | 0        |
| 1993     | 1        | 0        |
| Celkem   | 29       | 1        |

## Úspěchy

### Reprezentační
- Mistrovství Asie:  1986, 1991;  1993